# Agustín Galiana
Pour les articles homonymes, voir Galiana.
 (avril 2016).
Si vous disposez d'ouvrages ou d'articles de référence ou si vous connaissez des sites web de qualité traitant du thème abordé ici, merci de compléter l'article en donnant les références utiles à sa vérifiabilité et en les liant à la section « Notes et références ».
Agustín Galiana, né le 7 juillet 1978 à Alicante, est un acteur et chanteur espagnol actif en France.
Il commence sa carrière d'acteur dans son pays d'origine, l'Espagne, en jouant tout d'abord au théâtre des pièces de William Shakespeare et d'auteurs espagnols, puis au cinéma en jouant notamment dans le long métrage 20 Centimètres avec entre autres Monica Cervera et Pablo Puyol, et dans de nombreux courts-métrages. À la télévision, il fait sa première apparition dans un épisode d'Un, dos, tres en 2004 (série diffusée à l'international, notamment sur M6). Entre 2004 et 2008, il tient un rôle récurrent dans le programme pour enfants El mundo mágico de Bruneslesky et dans la série à suspense Círculo rojo. Il est révélé en France, au cinéma, dans le film Rose & Noir de et avec Gérard Jugnot, sorti en 2009, et dans lequel il campe le Valet Poveda.
Au début des années 2010, il publie deux albums de chansons en espagnol (sa langue natale).
Installé en France en 2013, il est candidat en tant que chanteur dans le télé-crochet Rising Star en 2014 sur M6, sans succès. Il joue pour France 2 dans deux épisodes de Chefs diffusés l’année suivante mais devient mieux connu du public français en incarnant à partir de 2016, jusqu'en 2023, le personnage d'Adrián Muñoz dans la série Clem sur TF1.
En 2017, il remporte la saison 8 de Danse avec les stars, sur TF1, qui fait découvrir au public ses talents de danseur. Cette victoire s'accompagne de la sortie d'un premier album éponyme en français, l'année suivante, contenant les singles à succès Carmina, C'était hier, T'en va pas comme ça et Je n'aime que toi.
En 2019, il interprète, avec Régis Laspalès, Pauline Lefèvre et Françoise Lépine, la pièce de théâtre Le Plus beau dans tout ça écrite par Laurent Ruquier et mise en scène par Steve Suissa.
En 2020, il sort l'album intitulé Plein soleil contenant uniquement des reprises de chansons espagnoles et françaises qui ont marqué sa vie avec les singles Porque te vas et Duel au soleil.
De 2020 à 2023, il interprète le rôle de Lisandro Iñesta dans la série de TF1 Ici tout commence.
En 2024, il sort un troisième album en français intitulé Enamorado. La même année, il gagne la saison 6 de l'émission Mask Singer sur TF1 sous le masque de l'hippopotame devenant le troisième homme à remporter l'émission après Amaury Vassili et Vincent Niclo.
Il est également juré dans des émissions de télévision en France et en Belgique.

## Biographie

### Origines
Agustín Galiana Lloret est né le 7 juillet 1978 à Alicante, une commune de la province d'Alicante en Espagne.

### Débuts en Espagne
Bien qu'il oriente ses premiers pas vers la danse, en faisant partie du Ballet classique de Valence, une audition va le mener à Madrid, où il commence à s'intéresser au métier d'acteur. Pour se former dans cette nouvelle profession, il prend des cours dans diverses écoles d'art dramatique : Fundación Shakespeare de España (1998), Centro de Nuevos Creadores (Cristina Rota) (1999-2004), Laboratorio William Layton (2005-2006), et la Central de cine (Eva Lesmes et Macarena Pombo). Pendant ce temps, l'acteur se forge un curriculum vitae dans lequel il combine la danse, le théâtre, le cinéma, les courts métrages et les séries.
Parmi les spectacles de danse auxquels il collabore : Casse-Noisette avec le Ballet Classique de Valence, sous la direction de Peter Clegg ; Seppuku ; et Quiero tenerte cerquita (2004), réalisé par Chevy Muraday, Prix national de la danse 2006.
Il fait ses débuts au théâtre en 1998 dans une version de Roméo et Juliette de William Shakespeare, Tres nobles amigos, dirigée par Dylan Blyfield et Rafa Cruz au Teatro Pradillo. L'année suivante, Jaime Chávarri lui donne le rôle d'un des comédiens d'une compagnie de théâtre dans la pièce Tras ensayar a Hamlet. En 2000, il donne la première de trois pièces mises en scène par Victor Contreras au Teatro Museo del Ferrocarril : Lucky el saxofonista, Periódico en blanco et Puente de Nisu, toutes trois destinées aux enfants.
Passé par le théâtre et la danse, il fait ses premiers pas à la télévision, où il participe à plusieurs séries, puis est repéré et engagé par le réalisateur Ramón Salazar pour le film espagnol 20 centimètres.

### Confirmation en France
En France, il est découvert au cinéma aux côtés de Gérard Jugnot, dans le film Rose et Noir sorti en 2009.
En 2013, il décide de s'installer à Paris pour y tenter sa chance et commence à apprendre le français.
En 2014, il est engagé dans la série Chefs sur France 2. La même année, il est candidat en tant que chanteur à l'émission Rising Star diffusée sur M6. Très vite, il rejoint la distribution de la série de TF1 Clem dans laquelle il obtient l'un des rôles principaux aux côtés de Victoria Abril, en interprétant son fils Adrián Muñoz. À l'origine, son personnage devait mourir au bout de quelques épisodes, mais très vite la production change d'avis et Adrián Muñoz devient un rôle récurrent de la saison 6 avant de devenir l'un des rôles principaux de la série.
En 2016, le cinéma espagnol l'appelle en lui proposant de rejoindre le casting du film L'Homme aux mille visages d'Alberto Rodríguez. Le film obtient deux prix Goya et quatre médailles du Círculo de Escritores Cinematográficos.
À l'automne 2017, il participe à la huitième saison de l'émission Danse avec les stars sur TF1, aux côtés de la danseuse Candice Pascal, et remporte la compétition le 13 décembre 2017. Le 16 décembre 2017, il est membre du jury de l'élection de Miss France 2018.
En parallèle, il poste sur les plateformes de téléchargement une chanson dédiée à sa grand-mère, Carmina. En quelques jours, la chanson entre directement à la première place du Top ITunes.
Bien qu'il ait déjà deux albums en Espagne à son actif, le public français le découvre aussi chanteur avec un premier single : C'était hier, écrit et composé par Nazim Khaled. Ensemble, ils travaillent à l'enregistrement d'un album éponyme durant le printemps 2018. Il fait de nombreuses émissions de radios et de télévisions, sans oublier la presse : Gala, notamment, lui offre deux pages et le fait retourner sur les traces de son enfance à La Vila Joiosa.
Agustín sort un nouveau single pendant l'été 2018 : T'en va pas comme ça. Paris Match lui consacre trois pages dans son numéro d'été sous le titre : Agustín Galiana, le nouvel Iglesias. L'album, quant à lui, voit le jour fin août de la même année chez Capitol/Universal Music France avec un dernier single intitulé Je n'aime que toi. Il se hissera jusqu'à la troisième place du top album en France et à la septième place du top album belge. L'album bénéficiera même d'une réédition pour la fin d'année comprenant six titres inédits.
Il entame dès la rentrée, une tournée de showcases de plus de 23 dates à travers la France, tout en tournant en parallèle la neuvième saison de la série Clem. En septembre 2018, la chaîne de télévision belge RTBF lui consacre une émission entière de deux heures en prime time, animée par Joëlle Scoriels[pertinence contestée].
Le 15 octobre 2018, TF1 diffuse le téléfilm Ils ont échangé mon enfant (inspiré de l'histoire vraie de Sophie Serrano). Agustín Galiana y joue le rôle de Hugo aux côtés de Julie de Bona et de Sonia Rolland. Le film est un succès avec plus de cinq millions de téléspectateurs, et Agustín fera la couverture de deux magazines la même semaine : Télé 7 jours et Télé Z[pertinence contestée].
En janvier 2019, il interprète Federico Lorca dans un épisode de la série On va s'aimer un peu, beaucoup... sur France 2, tournée à Lyon au printemps 2018.
En juin 2019, il est choisi par Laurent Ruquier et Steve Suissa pour incarner Matt aux côtés de Régis Laspalès et Pauline Lefèvre dans la pièce de Laurent Ruquier Le Plus beau dans tout ça au Théâtre des Variétés. La première a lieu le 13 septembre 2019, initialement pour deux mois. Devant le succès, la pièce est prolongée jusqu'en avril 2020, mais doit s'arrêter brutalement le 13 mars à cause du confinement lié à la Covid-19.
Pendant l'hiver 2019, Agustín reprend son rôle d'Adrian dans la saison 10 de la série Clem tout en tournant, en même temps, aux côtés de Judith Chemla, Thomas Ngijol, et Thomas VDB dans le film Les Cobayes d'Emmanuel Poulain-Arnaud. Le film est annoncé pour une sortie fin 2020.
Le 25 octobre 2019, on le retrouve dans la série L'Art du crime sur France 2 dans l'épisode Un fantôme à l'Opéra.
Le 2 février 2020, il donne son premier concert à l'Alhambra à Paris. Il sort la même année l'album Plein soleil un album de reprises contenant des chansons espagnoles et françaises qui ont marqué sa vie avec notamment le single Porque te vas, une reprise de la célèbre chanson de Jeanette et le single Duel au soleil, une reprise de la chanson d'Étienne Daho.
À partir de l'automne 2020, il est au casting de la série Ici tout commence le spin-off de Demain nous appartient, au côté, notamment, de Clément Rémiens, Vanessa Demouy, Frédéric Diefenthal, Elsa Lunghini, Terence Telle, Aurélie Pons et Francis Huster. Fin 2023, il quitte la série après avoir joué pendant 3 ans le rôle de Lisandro Iñesta maître de salle de l'Institut Auguste Armand.
Le 12 avril 2024, il publie son 3e album en français intitulé Enamorado un album sur l'amour-propre (Honnêtement), l'amour de l'autre (Enamorado, Julia, Amor Sin Condiciones), de sa terre (À jamais, Quand on est loin), de la nostalgie (Notre café préféré, Soledad) et de la découverte (Le premier geste et 1,2,3). Cet album est un retour aux titres originaux pour Agustin Galiana avec 10 nouveaux titres dont le single Enamorado qui a donné son nom à l'album et 2 reprises avec les titres Te Amo, version espagnole du titre Ti amo et Vivir mi vida, version espagnole du titre C'est la vie de Khaled. Sur cet album, il participe pour la première fois à l'écriture et à la composition de plusieurs des titres avec des auteurs-compositeurs comme Madame Monsieur, Nazim Khaled, Corson et John Mamann.

## Filmographie

### Cinéma

#### Longs métrages
- 2005 : 20 centimètres, de Ramón Salazar
- 2007 : Spinin, d'Eusebio Pastrana : Denis
- 2009 : Rose et Noir, de Gérard Jugnot : Valet Poveda
- 2016 : L'Homme aux mille visages, d'Alberto Rodríguez : Tipo Cebo
- 2020 : Boutchou d'Adrien Piquet-Gauthier : le réceptionniste
- 2020 : Les Cobayes d'Emmanuel Poulain-Arnaud : Nacho
- 2025 : 100 Millions ! de Nath Dumont : Juan

#### Courts métrages
- 2003 : Un cuadro a las brujas, d'Álvaro Sanz
- 2004 : El nombre del corto, de Lorena González
- 2008 : El Embaucador, de Daniel Romero
- 2008 : Dunder-Büchse, d'Isaac Berrocal
- 2008 : El Problema, d'Adrián Gutiérrez
- 2009 : Hender, de Carlos Alberto Pascual
- 2009 : La casa Brown, d'Isaac Berrocal
- 2010 : Actos impuros, d'Isaac Berrocal
- 2011 : La vida mientras tanto, de Daniel Fajardo
- 2011 : Eincuetros, d'Eduardo Fuenbuena
- 2012 : Einsebrucke, de Nacha Gutiérrez
- 2013 : Toi et moi sur les ponts des arts, d'Aline Moure
- 2013 : À la recherche de Tom, de ChengCheng Chi
- 2014 : Bas-nylon, d'Aline Moure
- 2014 : Je suis le mal, de Guiliano Rasmonel
- 2016 : Clip Pensamiento, de Sync.
- 2016 : Une rencontre moderne, de Jérémie Duvall et Oscar Dorby

### Télévision

#### Téléfilms
- 2018 : Ils ont échangé mon enfant, d'Agnès Obadia, sur TF1 : Hugo
- 2019 : Coup de foudre en Andalousie, de Stéphane Malhuret, sur TF1 : Alvaro
- 2020 : I Love You coiffure, téléfilm de Muriel Robin, sur TF1 : M. Pizaiolo (sketch La réunion de chantier)

#### Séries télévisées
- 2004 : Un, dos, tres (Un paso adelante) - Saison 5, épisode 10 : Faux et usage de faux (Esplendor en la herbia) sur Antena 3 : Sebastián
- 2004-2008 : El mundo mágico de Bruneslesky : Gus (dans 200 épisodes)
- 2007 : Círculo rojo (es), sur Antena 3 : Roberto (dans 9 épisodes)
- 2008 : Yo soy Bea, sur Telecinco : Frankie Montoro (dans 2 épisodes)
- 2009 : De belleza distraída : Milo
- 2012 : De Madrid al zielo : Alfonso
- 2013 : Personas contadas
- 2015 : Chefs (saison 1, épisodes 2 et 4) sur France 2 : Esteban
- 2016-2023 : Clem, sur TF1 : Adrián Muñoz
- 2018 : On va s'aimer un peu, beaucoup..., sur France 2 (saison 2, épisode 4 : Federico) : Federico Lorca
- 2019 : L'Art du crime (saison 3, épisode 1 : Un fantôme à l'Opéra) : Esteban Cortes
- 2020-2023 : Ici tout commence, sur TF1 : Lisandro Iñesta
- 2021 : L'Art du crime (saison 4, épisode 1 : Le testament de Van Gogh) : Esteban Cortes
- 2021 : Profession comédien sur TMC : lui même

## Émissions de télévision
- 2014 : Rising Star sur M6 : candidat
- 2016 : L'Œuf ou la Poule ? sur D8 : candidat[2]
- 2017 : Danse avec les stars (saison 8) sur TF1 : gagnant, en duo avec Candice Pascal
- 2017 : Élection de Miss France 2018 sur TF1 : juré
- 2017 et 2019 : Fort Boyard sur France 2 : participant
- 2019 : Les Grosses Têtes sur Paris Première : sociétaire
- 2021 et 2022 : Eurovision France, c'est vous qui décidez sur France 2 : juré
- 2022 : Un flirt & une danse sur France 2 : juré[3]
- 2023 et 2025 : The Dancer sur La Une : juré[4]
- 2024 : Starmaker : dans les pas d’une étoile sur RTL-TVI[5] : juré
- 2024 : Mask Singer (saison 6) sur TF1 : gagnant (dans le costume de l'Hippopotame)
- 2025 : Le Grand Concours sur TF1 : candidat

## Théâtre
- 1998 : Tres nobles amigos, de William Shakespeare, mise en scène de Rafa Cruz et Dylan Blyfield
- 1999 : Tras ensayar Hamlet, de William Shakespeare, mise en scène de Jaime Chávarri
- 2000 : Lucky el saxofonista / Periódico en blanco / Puente de Nisu, de Salvador Enríquez, mise en scène de Victor Contreras, au Teatro del Ferrocarril
- 2002-2004 : La Katarsis del Tomatazo, improvisation, mise en scène de Cristina Rota, au Sala Mirador
- 2004 : Historia de mirones, mise en scène de China Patino, au Teatro Triangulo
- 2005-2006 : Brunelesky y los cumpleaños perdidos, d'Isabel Arranz, mise en scène d'Antonia García, au Teatro Arlequin : Gus
- 2009-2010 : Danny y el profundo mar azul, de John Patrick Shanley, mise en scène de Juanma Gómez, au Lagrada Teatro : Danny
- 2016-2017 : Nuit Flamenco, de Ruben Molina, au Café de la Danse, avec Lori la Armenia et Paloma, et en tournée
- 2019 : Le Plus beau dans tout ça, de Laurent Ruquier au Théâtre des Variétés, mise en scène de Steve Suissa

## Discographie

### Albums
- 2010 : Le Secret de ma mère
- 2014 : Sobre los tejados de París
- 2018 : Agustín Galiana
- 2019 : Agustín Galiana (réédition avec 6 titres inédits)
- 2020 : Plein soleil (+ réédition avec 3 titres inédits)
- 2024 : Enamorado

### Singles
- 2017 : Carmina
- 2017 : Les Rois mages, avec Camille Lou
- 2018 : C'était hier
- 2018 : T'en va pas comme ça
- 2018 : Je n'aime que toi
- 2020 : Porque te vas
- 2020 : Duel au soleil
- 2021 : Loca (avec Carla)
- 2022 : Feliz Navidad
- 2024 : Te Amo
- 2024 : Enamorado

## Danse
- 1997 : Casse-Noisette, de Peter Clegg
- 2003 : Seppukku, de Paloma López
- 2004 : Quiero tenerte cerquita, de Chevy Muraday

## Distinctions
- 2008 : Prix de la Meilleure série pour enfants pour El Mundo Magico De Brunelesky
- 2011 : Artiste révélation du disque de l'année (RTVE)
- 2017 : Prix Goya du Meilleur Film pour L'Homme aux mille visages